# 주향이동 분지

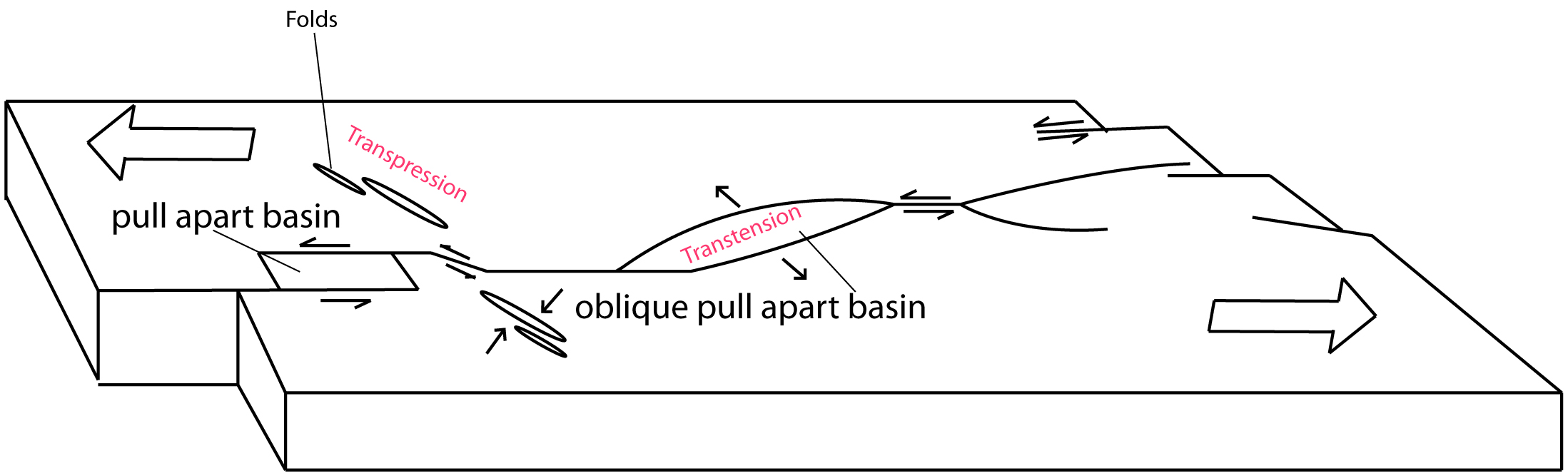
주향이동 분지

주향이동 분지(走向移動 盆地, Strike-Slip Basin), 인리형 분지(引離型 盆地, Pull-apart Basin 또는 당겨-열림형 분지)는 주향 이동 단층 또는 단층계에 의해 형성된 모든 퇴적 분지를 지칭하는 지질학 용어이다.

## 형태
주향 이동 단층에는 단층의 영향을 상대적으로 크게 받는 변형 지역이 나타나며, 인장력이 우세하여 기반암이 침강하는 횡인장(transtension) 지역과 압축력이 우세하여 융기하는 횡압축(transpression) 지역으로 구분된다. 횡인장 형태로는 가락형(Spindle-shaped), Lazy-S-shaped, 장사방형(Rhomboidal, 직사각형같이 생긴 마름모꼴), Extreme 형태가 있고, 횡압축 형태로는 융기형(transpressional uplift) 등이 있다.

## 한국
한반도에는 중생대 백악기에 주향 이동 단층에 의해 형성된 주향이동 분지가 다수 존재하며, 대표적으로 공주 분지, 음성 분지, 부여 분지, 진안 분지, 영동 분지, 다대포 분지 등이 있다.

### 공주 분지
공주 분지는 충청남도 공주시와 청양군 일대에 분포하는 소규모의 육성 퇴적분지로, 중생대 백악기 퇴적암으로 구성되고 경기 지괴와 옥천 습곡대의 경계부에 위치하고 있다. 음성 분지와 같이 주향 이동 단층계에 의해 형성된 주향이동 분지이다. 공주 분지는 주향이동 단층에서 횡인장이 진행되는 초기 형태로 해석된다.
분지의 발달 과정은 다음과 같다; 중생대 대보 조산운동 시기에 연성(延性;ductile) 전단대로 생성되다가 취성(脆性;brittle) 전단대로 바뀌었다. 전단대는 표면에서 주향 이동 단층이 되고 인장력에 의해 공주 분지를 형성하였고, 분지에는 백악기의 퇴적물이 쌓였다.
공주 단층을 경계 단층으로 하는 공주 분지 지역에서 중력 이상 탐사와 전기 비저항 탐사 결과 경사는 공주 단층의 남동측에서 완만하고 북서측에서 급격하며, 전기 비저항 탐사 결과로는 단층 동남쪽 경계부는 지질경계면의 풍화대일 가능성이 높고 북서부 경계부는 수직 단층의 파쇄면일 가능성이 높다.
권병두 외(1994)에 의하면 전기 비저항 탐사 결과 공주 분지를 형성한 주요 단층 가운데 남동측 경계를 이루는 단층의 파쇄대는 넓게 분포하고 지하 1 km 이상의 깊이까지 연장되어 있는 것으로 나타나는 반면 북서측 경계의 파쇄대는 비교적 미약하게 나타났다. 이로부터 분지의 남동측 경계 단층을 따라 진행된 조구조운동이 더 강했을 것으로 추정된다. 공주 분지의 퇴적작용이 끝나 분지가 형성된 후에도 이 지역에는 동-서 내지 서북서 방향의 주 응력이 작용하여 북동 방향의 단층은 우수향으로, 북서 방향의 단층은 좌수향으로 재활성된 것으로 보고되어 있다.

### 부여 분지
부여 분지는 십자가 단층과 함열 단층 의해 형성된 중생대 백악기의 주향이동 분지이다. 지층의 두께는 2.5 km에 달하며 최대 11 km의 연장과 4 km의 폭으로 30 km2에 달하는 면적을 점유하고 있다. 분지의 북서쪽에는 십자가 단층, 남동쪽에는 함열 단층이 존재해 부여 분지의 경계를 형성한다.

### 영동 분지

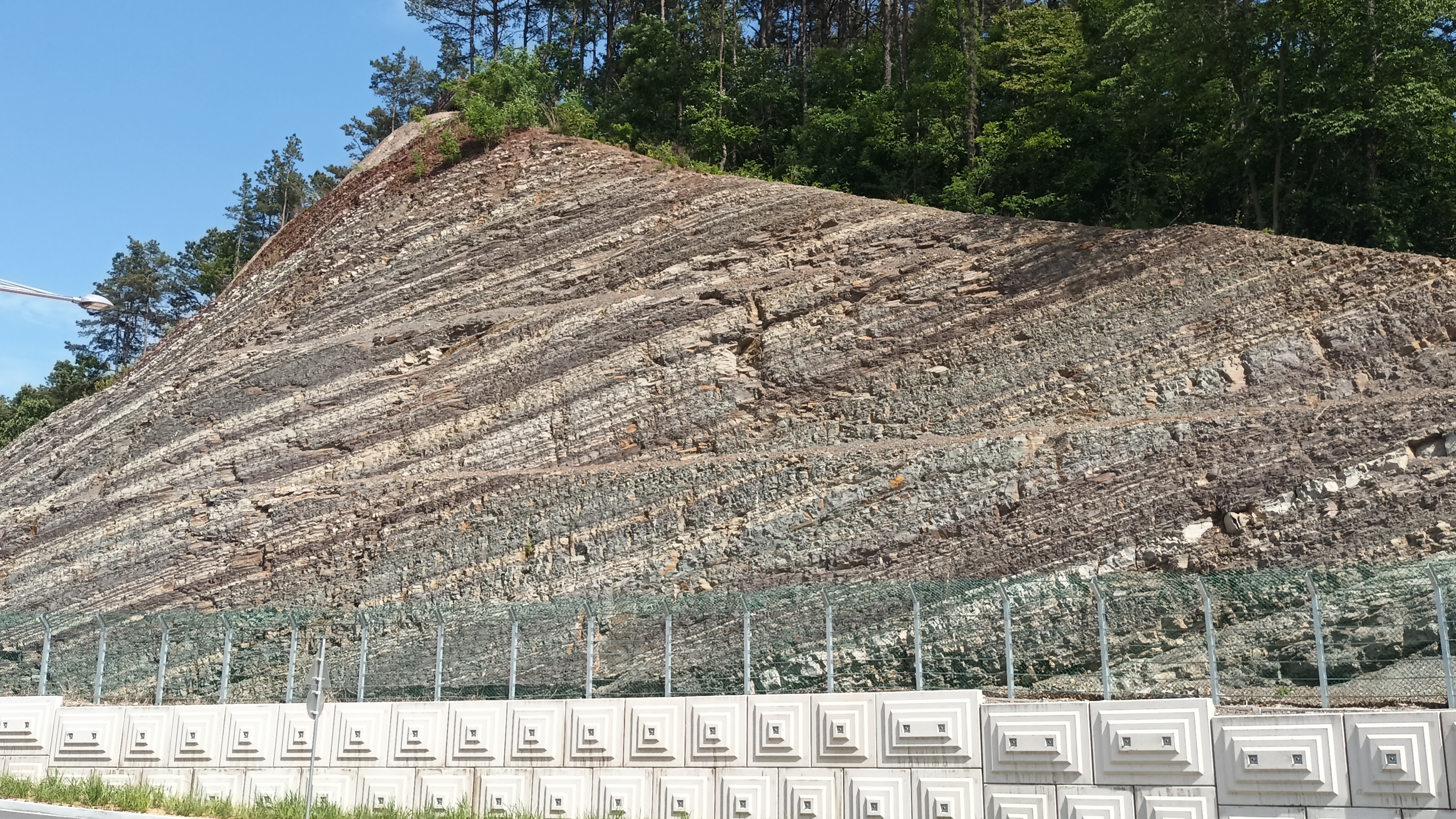
영동 분지를 충전하는 중생대 백악기 퇴적암 영동층군

영동 분지는 중생대 백악기의 육성 기원 퇴적 분지로, 남동쪽은 영동 단층으로 영남 육괴와 접하고, 북서쪽은 외견상 부정합으로 옥천 습곡대와 접하고 있다. 이 분지는 주향 이동 단층인 영동 단층에 의해 형성되었으며 남동쪽은 주향 이동 단층으로 경계를 이루나 옥천 누층군 등과 접하는 북서쪽은 단층인지 부정합인지는 명확하지 않다. 길이 45 km, 폭 12 km로서 면적은 540 km2이다. 황재하와 최범영(2013)은 영동 분지의 퇴적층에 발달하는 소단층 군집들을 이용해 고응력장을 해석하였고, 모두 4번의 인장응력기와 3개의 압축응력기가 확인되었다. 이러한 지구조운동사는 진안 분지 그리고 경상 분지에서 복원되는 구조운동사와도 잘 일치되는 결과를 나타낸다.
이동우와 백광호(1990)는 영동 분지가 인리형 분지(pull-apart basin)에 해당한다고 보았다. 남동부의 영동 단층은 북서부의 단층보다 더 강하게 운동하였으며 분지의 성장이 종료된 후에도 계속해서 운동하였음을 보여주는 야외 증거가 나타났다. 분지의 성장 과정은 분지의 열개, 충전, 재열개, 재충전, 분지의 닫힘 5단계로 구분된다.

### 음성 분지

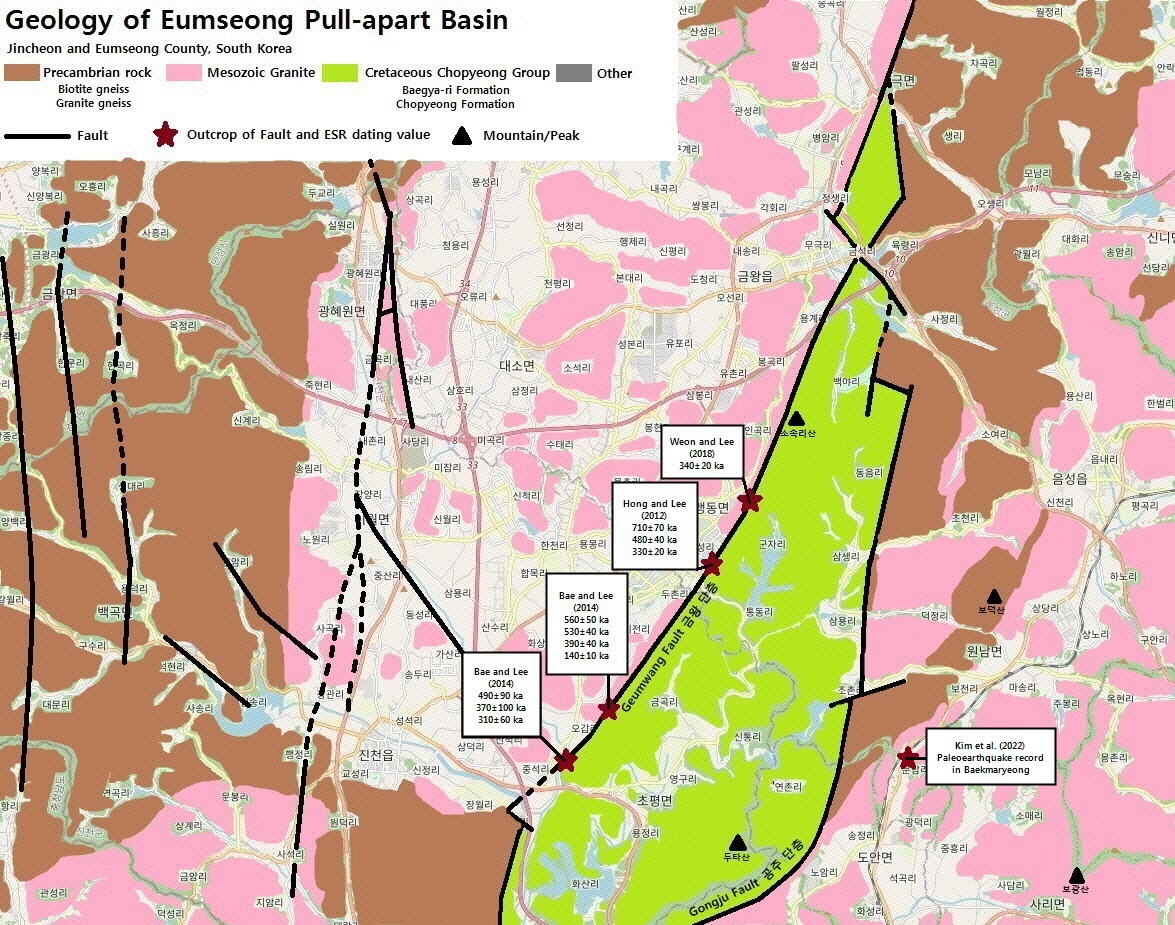
음성 분지는 공주 단층과 금왕 단층에 의해 형성된 대표적인 주향이동 분지이다.

음성 분지(陰城盆地, Eumseong Basin)는 경기 지괴와 옥천 습곡대의 경계를 이루는 공주 단층과 금왕 단층을 따라 형성된 중생대 백악기의 퇴적 분지이며 단층에 의해 형성된 인리형 분지이다. 경상 누층군에 대비되는 중생대 백악기의 퇴적암 지층 초평층군으로 구성된다.
음성 분지는 북서쪽 경계를 이루는 금왕 단층과 남동쪽 경계를 이루는 공주 단층의 사이에 자리잡은 마름모꼴의 인리형 분지(pull-apart basin)이다. 지리적으로는 음성군 맹동면과 진천군 초평면 일대에 해당한다. 음성 분지 내 퇴적암은 층리의 변화가 심한데 이는 경계 단층의 활동으로 분지의 열개와 더불어 퇴적이 시작된 후 단속적인 단층 활동으로 인해 분지의 확장과 퇴적 작용이 반복하여 진행되었기 때문이다.
음성 분지에 퇴적암이 퇴적된 후 발생한 단층 운동은 음성 분지의 북서쪽 경계부에 발달한 금왕 단층에 집중된 것으로 해석되며 음성분지 내 퇴적암에 발달한 습곡 구조는 공주 단층보다는 금왕 단층의 좌수향 주향이동 운동의 영향을 받은 것으로 해석된다. 음성 분지는 최대 33km의 연장과 7 km 폭으로서 약 140 km2의 면적을 가진다.

### 풍암 분지
풍암 분지(Pung-am Basin)는 강원특별자치도 홍천군 영귀미면 노천리에서 서석면 수하리까지, 금왕 단층을 따라 북동-남서 방향으로 발달한 중생대 백악기의 횡압축성(Transpressional) 단층 분지이다.
금왕 단층을 따라 발달하는 인리형 분지 풍암 분지의 폭은 7 km, 길이는 20 km, 면적은 약 140km2, 두께는 300~500 m 정도이다.
풍암 분지 형성 초기에는 단층으로 접촉하고 있는 주변의 기반암과 근원암으로부터 많은 양의 쇄설성 퇴적물을 선상지 환경 하에서 공급받았으나, 나중에는 주변 지역에서의 화산 분출에 의한 화산 쇄설물의 추가 공급으로 호성과 선상지 환경 하에 두꺼운 퇴적층이 축적된 것으로 해석된다.
이희권(1998)은 구조지질학적 연구로 풍암 분지의 남서부는 금왕 단층의 압축형 주향이동 운동, 북동부는 인장형 주향이동 운동 하에서 발달하였다고 설명했다. 금왕 단층의 기하학적 형태를 분석한 결과 풍암 분지는 금왕 단층이 주향 이동 운동을 할 때 기반암 부분이 상승하고 분지를 포함한 지괴가 하강함으로서 형성된 일종의 횡압축 분지로 해석되었다.

### 포항 분지
천영범 외(2012)는 포항 분지가 연일구조선과 동한 단층 2개의 주 변위대(Principal Displacement Zone, PDZ) 사이에서 확장된 인리형 분지인 것으로 해석했다. 포항 분지의 침강은 연일구조선의 우수향 주향이동 운동에 의해 유도되었으며 오천 단층은 시계 방향으로 회전했고 연일구조선과 연결되지는 않았던 것으로 보인다.

## 같이 보기
- 단층
- 한국의 단층
- 분지